# Хванбо Ґван
Хванбо Ґван (кор. 황보관, нар. 1 березня 1965, Тегу) — південнокорейський футболіст, що грав на позиції півзахисника. По завершенні ігрової кар'єри — футбольний тренер.
Виступав, зокрема, за клуб «Юкон Коккірі», а також національну збірну Південної Кореї.

## Клубна кар'єра
Народився 1 березня 1965 року в місті Тегу. Грав за футбольну команду Сеульського національного університету.
У професійному футболі дебютував 1988 року виступами за команду клубу «Юкон Коккірі», в якій провів сім сезонів, взявши участь у 171 матчі чемпіонату. Більшість часу, проведеного у складі «Юкон Коккірі», був основним гравцем команди.
Завершив професійну ігрову кар'єру в японському клубі «Ойта Трініта», за команду якого виступав протягом 1996—1997 років.

## Виступи за збірну
1988 року дебютував в офіційних матчах у складі національної збірної Південної Кореї. Протягом кар'єри у національній команді, яка тривала 6 років, провів у формі головної команди країни 36 матчів, забивши 10 голів.
У складі збірної був учасником чемпіонату світу 1990 року в Італії, де взяв участь у двох матчах і забив гол у програному його командою з рахунком 1:3 матчі проти збірної Іспанії.

## Кар'єра тренера
Розпочав тренерську кар'єру невдовзі по завершенні кар'єри гравця, 1999 року, залившись в японському «Ойта Трініта», де став помічником головного тренера. Згодом також працював з молодіжною командою клубу, а 2005 року очолив тренерський штаб головної команди «Ойта Трініта». Робота з «основою» була досить невдалою і наступного року Хванбо перейшов на адміністративну роботу, ставши віце-президентом і директором клубу.  У 2010 році повернувся до тренерської роботи з «Ойта Трініта», проте знову без особливих успіхів — лише 10 перемог у 36 іграх.
2011 року повернувся на батьківщину, де протягом частини року був головним тренером «Сеула».
| Дата       | Місто        | Господарі         | Результат             | Гості          | Турнір                     | Голи | Примітки |
| ---------- | ------------ | ----------------- | --------------------- | -------------- | -------------------------- | ---- | -------- |
| 11-12-1988 | Доха         | Південна Корея    | 2 – 3                 | Іран           | Кубок Азії 1988 - 1-й етап | -    | 80'      |
| 23-5-1989  | Сеул         | Південна Корея    | 3 – 0                 | Сінгапур       | Відбір до ЧС 1990          | -    |          |
| 27-5-1989  | Сеул         | Південна Корея    | 3 – 0                 | Малайзія       | Відбір до ЧС 1990          | -    | 46'      |
| 3-6-1989   | Сінгапур     | Непал             | 0 – 4                 | Південна Корея | Відбір до ЧС 1990          | -    | 73'      |
| 5-6-1989   | Сінгапур     | Малайзія          | 0 – 3                 | Південна Корея | Відбір до ЧС 1990          | 1    | 73'      |
| 7-6-1989   | Сінгапур     | Сінгапур          | 0 – 3                 | Південна Корея | Відбір до ЧС 1990          | -    |          |
| 10-8-1989  | Лос-Анджелес | Мексика           | 4 – 2                 | Південна Корея | Кубок Marlboro 1989        | 2    |          |
| 13-8-1989  | Лос-Анджелес | США               | 1 – 2                 | Південна Корея | Кубок Marlboro 1989        | -    |          |
| 16-9-1989  | Сеул         | Південна Корея    | 0 – 1                 | Єгипет         | товариський матч           | -    | 63'      |
| 13-10-1989 | Сінгапур     | Південна Корея    | 0 – 0                 | Катар          | Відбір до ЧС 1990          | -    | 62'      |
| 16-10-1989 | Сінгапур     | Південна Корея    | 1 – 0                 | Північна Корея | Відбір до ЧС 1990          | -    | 62'      |
| 20-10-1989 | Сінгапур     | КНР               | 0 – 1                 | Південна Корея | Відбір до ЧС 1990          | -    | 56'      |
| 25-10-1989 | Сінгапур     | Саудівська Аравія | 0 – 2                 | Південна Корея | Відбір до ЧС 1990          | 1    |          |
| 28-10-1989 | Сінгапур     | ОАЕ               | 1 – 1                 | Південна Корея | Відбір до ЧС 1990          | 1    |          |
| 10-2-1990  | Аттард       | Мальта            | 1 – 2                 | Південна Корея | Турнір Rothmans            | 1    | 73'      |
| 15-2-1990  | Багдад       | Ірак              | 0 – 0                 | Південна Корея | товариський матч           | -    |          |
| 18-2-1990  | Каїр         | Єгипет            | 0 – 0                 | Південна Корея | товариський матч           | -    | 63'      |
| 17-6-1990  | Удіне        | Південна Корея    | 1 – 3                 | Іспанія        | ЧС 1990 - 1-й етап         | 1    |          |
| 21-6-1990  | Удіне        | Південна Корея    | 0 – 1                 | Уругвай        | ЧС 1990 - 1-й етап         | -    | 82'      |
| 27-7-1990  | Пекін        | Південна Корея    | 2 – 0                 | Японія         | Кубок Династії 1990        | -    | 61'      |
| 29-7-1990  | Пекін        | Південна Корея    | 1 – 0                 | Північна Корея | Кубок Династії 1990        | 1    |          |
| 31-7-1990  | Пекін        | Південна Корея    | 1 – 0                 | КНР            | Кубок Династії 1990        | -    | 76'      |
| 3-8-1990   | Пекін        | КНР               | 1 – 1 д.ч. (4-5 п.п.) | Південна Корея | Кубок Династії 1990        | -    | 77'      |
| 6-9-1990   | Сеул         | Південна Корея    | 1 – 0                 | Австралія      | товариський матч           | -    | 59'      |
| 25-9-1990  | Пекін        | Пакистан          | 0 – 7                 | Південна Корея | Літні Азійські ігри 1990   | -    | 55' 59'  |
| 5-10-1990  | Пекін        | Південна Корея    | 1 – 0                 | Таїланд        | Літні Азійські ігри 1990   | 1    | 46'      |
| 11-10-1990 | Пхеньян      | Північна Корея    | 2 – 1                 | Південна Корея | товариський матч           | -    | 35'      |
| 24-8-1992  | Пекін        | Північна Корея    | 1 – 1                 | Південна Корея | Кубок Династії 1992        | -    | 67'      |
| 25-4-1993  | Чханвон      | Південна Корея    | 1 – 1                 | Ірак           | товариський матч           | -    | 55'      |
| 28-4-1993  | Ульсан       | Південна Корея    | 2 – 2                 | Ірак           | товариський матч           | -    | 65'      |
| 9-5-1993   | Бейрут       | Бахрейн           | 0 – 0                 | Південна Корея | Відбір до ЧС 1994          | -    | 27'      |
| 11-5-1993  | Бейрут       | Ліван             | 0 – 1                 | Південна Корея | Відбір до ЧС 1994          | -    |          |
| 15-5-1993  | Бейрут       | Гонконг           | 0 – 3                 | Південна Корея | Відбір до ЧС 1994          | -    | 59'      |
| 7-6-1993   | Сеул         | Південна Корея    | 2 – 0                 | Ліван          | Відбір до ЧС 1994          | 1    |          |
| 13-6-1993  | Сеул         | Південна Корея    | 3 – 0                 | Бахрейн        | Відбір до ЧС 1994          | -    | 46'      |
| 19-6-1993  | Сеул         | Південна Корея    | 1 – 2                 | Єгипет         | Кубок Президента 1993      | -    | 36'      |
| Усього     |              | Матчів            | 36                    |                | Голів                      | 10   |          |

## Титули і досягнення
- Срібний призер Кубка Азії: 1988
- Бронзовий призер Азійських ігор: 1990